# Curdlan
El curdlan és un exopolisacàrid format per glucosa enllaçada amb un enllaç β-(1,3)-glicosídic. El produeixen bacteris com ara Agrobacterium sp., Paenibacillus sp., Alcaligenes sp., etc.; llevats com Saccharomyces cerevisiae i Candida albicans; i fongs com Aureobasidium pullulan, Poria cocos, etc.
S'utilitza a les indústries alimentàries i farmacèutiques des de fa dècades ateses les seves propietats prebiòtiques, viscosificants i de retenció d'aigua. També se sap exhibeix una activitat immunoreguladora i antitumoral, i que pot prevenir la proliferació dels merozoïts de la malària in vivo, amb la qual cosa podria contribuir a una teràpia per al tractament de la fase final de la malària.
El curdlan també té potents efectes antivirals contra el virus de la immunodeficiència humana (VIH) i els virus transmesos pel vector Aedes aegypti. A partir d'això, s'ha sugerit la utilització d'aquestes propietats viricides del curdlan per tractar altres virus com ara el MERS, la SARS, i la SARS-CoV-2. Endemés, en l'àmbtit de la indústria alimentària les propietats prebiòtiques del curdlan aporten beneficis al consumidor per a la promoció del creixement de la seva microbiota intestinal, la qual cosa podria reduir el nombre de desordres gastrointestinals.
El curdlan pot ser produït per diversos bacteris, amb una productivitat especialment interessant pels del gènere Alcaligenes.
| Font       | Espècie microbiana       | Concentració aconseguida |
| ---------- | ------------------------ | ------------------------ |
| Bacteriana | Alcaligenes sp.          | 72 g/L                   |
| Bacteriana | Agrobacterium sp.        | 41.24 g/L                |
| Bacteriana | Paenibacillus sp.        | 6.89 g/L                 |
| Bacteriana | Rhizobium sp.            | 31 g/L                   |
| Llevats    | Saccharomyces cerevisiae | 5–90%                    |
| Llevats    | Candida albicans         | no descrit               |
| Fongs      | Aureobasidium pullulan   | 33 g/L                   |
| Fongs      | Poria cocos              | 90% del pes sec          |